# Élena Mousikoú
 (mai 2017).
Élena Mousikoú (en grec : Έλενα Μουσικού),  née le 7 novembre 1988, est une athlète ayant représenté Chypre lors des Jeux olympiques d'été de 2008.

## Jeux olympiques d'été de 2008
Mousikoú participa à l'épreuve individuelle de tir à l'arc. Elle se fit éliminer lors du premier tour par la Japonaise Nami Hayakawa sur un score de 112 à 103. Elle termina 56e sur 64 avec un score de 589 points.